# 朱利安·格拉克
朱利安·格拉克（Julien Gracq，1910年7月27日—2007年12月22日），又譯葛哈克，法國作家。他認為作家不該比作品出名，所以他生前非常低調。他受了德國浪漫主義以及超現實主義影響，他的作品摻雜著怪異的內容以及富想像力的意象。
他在約1930年時在巴黎高等师范学校受教育，主修歷史與地理。他曾在坎佩爾，南特，亞眠及巴黎克洛德貝納爾的中學教書。
他第一本作品《阿爾戈古堡》被Gallimard出版社拒絕後，由出版商荷西·科提發行，從此格拉克的書都由他發行。超現實主義的創始人安德烈‧布勒東在當時對小說及論說文有革命性的影響，格拉克雖然從來沒正式加入超現實主義一派，但是他的作品忠於超現實主義的精神，而且他也很推崇布勒東的論調。
另一位對格拉克很有影響力的作家是恩斯特·容蓋爾，容蓋爾在1943年作的意象性小說在懸崖邊對格拉克很有啟發性。在格拉克後來的主題和筆風都能看到和這書的影子。
在1950年他在恩培多克利斯文摘發表了一份嚴苛的論文，批評當代文學及文學獎的問題。他對自己提出的批評身體力行，在隔年因《流沙海岸》得龚古尔文学奖時拒絕領獎，因此還引起軒然大波。
他在1960年代起開始發表許多批評文學的作品（《癖好》、《大号字母上下集》、《讀它，寫它》），這些作品顯出他的崇高的文化素養及銳利的批評。

## 作品：
- 阿爾戈古堡（1938年）小說
- 陰鬱的美男子（1945年）小說
- 巨大的自由（1946年）詩集
- 安德烈·布勒東（1948年）短文
- 渔夫国王（1948年）戲劇
- 肚裡的文學（1950年）論文
- 流沙海岸（1951年）小說，龚古尔文学奖，格拉克拒領。
- 林中阳台（1958年）小說
- 癖好（1961年）論說文集
- 大号字母上集（1967年）論說文集
- 半岛（1970年）短篇小說
- 大号字母下集（1974年）論說文集
- 窄溪（1976年）故事
- 讀它，寫它（1980年）論說文集
- 城市的形状（1985年）
- 在七座山旁（1988年）
- 大路笔记（1992年）
- 维护（2002年）

## 外接連結
- 朱利安·格拉克官方網站
- Obituary in The Times, 31 December 2007 （页面存档备份，存于）